# Ламбо Мургов
Ламбо Илиев Мургов е български революционер, деец на Върховния македоно-одрински комитет.

## Биография
Ламбо Мургов е роден през 1878 година в охридското село Велгощи, тогава в Османската империя. Брат е на Аце Мургов. През 1891 година завършва първи прогимназиален клас в Охрид.
В 1902 година се присъединява към ВМОК и влиза в четата на Никола Лефтеров, с която действа в Горноджумайския и Мелнишкия революционен район. След това влиза в четата на Атанас Мурджов, с която действа в Мариовско и Прилепския революционен район. Участва в Илинденско-Преображенското въстание през лятото на 1903 година с четата на Никола Лефтеров в Пирин.
След въстанието в 1905 година е в четата на Марко Шишков, предназначена за Леринския революционен район, но действала в Струмишкия.
В Балканските войни Мургов е доброволец в Македоно-одринското опълчение и е зачислен в четата на Коста Попето. Служи обаче в партизанския отряд на Никола Лефтеров и участва в над 20 сражения при похода на отряда в Горноджумайско, Петричко, Струмишко, Сярско, Драмско, Чаязи, Ангиста, Аспровалта. Сражава се и в Междусъюзническата война при Султан тепе. По време на Първата световна война до 22 октомвври 1918 година служи в 60 македонски полк от 11 дивизия, като е четник в партизанския взвод на Славчо Пирчев. Участва в сраженията със сръбски чети при Буче, Княжевацко, Прокупле, Куршумлия, Парачин, Кюприя и други.
След войната живее в Долни Чифлик, Варненско и се занимава със земеделие. Членува в Илинденската организация.
На 18 март 1943 година, като жител на Долни чифлик, подава молба за българска народна пенсия, която е одобрена и пенсията е отпусната от Министерския съвет на Царство България.